# Новые Айбеси
Но́вые Айбе́си (чув. Çĕнĕ Эйпеç) — село Алатырского района Чувашской Республики. Административный центр Новоайбесинского сельского поселения.

## Географическое положение
Село расположено в 35 км к востоку от районного центра, Алатыря. Ближайшая железнодорожная станция Алатырь расположена там же. Село находится на правом берегу реки Чашламка.

## История
Село возникло в XVII веке. Основано чувашскими переселенцами из Айбечевской волости Свияжского уезда, чем и обусловлено название. Село первоначально располагалось у реки Бездны, но дважды переносилось. Жители села до 1724 года являлись ясачными крестьянами, до 1835 года — государственными крестьянами, до 1863 года — удельными крестьянами. Занятиями населения были: земледелие, животноводство, гонка смолы, сидка дёгтя, углежжение, изготовление поташа, колёс, дуг, бондарный промысел, пчеловодство, плотничество, заготовка и вывозка леса.
В 1780 году, при создании Симбирское наместничество, деревня новопоселенная Айбеч, крещеных чуваш, из Свияжского уезда вошла в состав  Буинского уезда.
В 1840 году построен деревянный храм  во имя Святителя и Чудотворца Николая и открыто приходское училище. В 1897 году прихожанами к нему был пристроен придел в честь Казанской иконы Божией Матери.
В 1859 году село Новыя Айбеси входило в 1-й стан Буинского уезда Симбирской губернии, имелось: Церковь православная 1. Сельское училище.
К 1886 году в училище было двое учителей и 28 учащихся.
Во время Гражданской войны, в 1918 году, село стало последним населённым пунктом, который был занят белыми войсками, наступавшими на Алатырь.
30 июля 1928 года, при создании сельскохозяйственной артели «Искра», выходцами из села, основали посёлок Искра (Чувашия).
В 1930 году в селе организован колхоз «Правда» (в 1973 году преобразован в совхоз «Искра»). В том же году была открыта трёхлетняя школа колхозной молодёжи.
С 1937-38 учебного года она стала средней школой.
В 1935 году в селе открыта библиотека, а в 1947 году — участковая больница, амбулатория и аптечный киоск.
В 1994 году было выстроено новое здание школы.

### Административная принадлежность
С XVIII века по 1920 год село относилось к Тархановской и Шамкинской волостям Буинского уезда Симбирской губернии, в том числе с 1835 по 1863 год — к ведению Тархановского удельного приказа. Короткое время в 1920 году после образования Чувашской автономной области относилось к Шамкинской волости Цивильского уезда. С 1920 по 1921 год входило в Ибресинский район Цивильского уезда. С 1921 по 1927 год относилось к Шамкинской волости Батыревского уезда. В 1927 году село передано в Алатырский район Чувашской АССР и стало центром Новоайбесинского сельсовета. В 2004 году сельсовет реорганизован в Новоайбесинское сельское поселение.

## Население
| 2010 | 2012 |
| ---- | ---- |
| 795  | ↗932 |

Число дворов и жителей:
- 1780 год — 92[3].
- 1859 год — 50 дворах, 374 мужчины, 376 женщин[5].
- 1879 год — 132 двора, 398 мужчин, 378 женщин.
- 1897 год — 176 дворов, 584 мужчины, 525 женщин.
- 1900 год — в 187 дворах: 622 м. и 573 ж.[4];
- 1927 год — 317 дворов, 871 мужчина, 857 женщин.
- 1939 год — 930 мужчин, 932 женщины.
- 1979 год — 673 мужчины, 809 женщин.
- 2002 год — 426 дворов, 940 человек: 461 мужчина, 479 женщин.
- 2010 год — 297 частных домохозяйств, 795 человек: 406 мужчин, 389 женщин[2].

### Известные уроженцы
- Любимов, Анатолий Сергеевич  – солист Государственного академического симфонического оркестра СССР.
- М. Ф. Акимов (1895—1972 г.) — драматург, написано несколько драматических произведений: «Безвременная смерть», «Илюк», «Борьба в деревне» и другие, постановка  которых на сцене проходила с большим успехом[9].

## Современное состояние
В селе действуют: средняя школа, школа, офис врача общей практики, клуб, библиотека, отделение связи.